# Roystonea violacea
Roystonea violacea es una especie de palma, endémica de Maisí en la región de la provincia de Guantánamo, al este de Cuba.
Es la "palma morada" o "palma roja" de Cuba, donde crece en campo abierto en Oriente, en la región de Maisí.
El tronco, de color marrón-grisáceo, mide hasta 15 m de alto y 34 cm de diámetro. La copa foliar consta de unas 15 hojas. La bráctea foliar mide aproximadamente 1,2 m de largo y es menor que la vaina foliar. Flores masculinas de color morado. Los frutos son globosos hasta elipsoideos, de 1,2-1,4 cm de largo y 7-9 mm de diámetro, de color purpúreo y aún negros cuando maduros.
Se encuentra en grave riesgo de extinción, por destrucción de hábitat.

## Taxonomía
Roystonea violacea fue descrita por Hermano León y publicado en Memorias de la Sociedad Cubana de Historia Natural "Felipe Poey" 17: 10. 1943. La especie tipo es: Orania regalis Zipp. ex Blume
Etimología
Ver: Roystonea
violacea: epíteto latino que significa "de color violeta".